# Maison Creusot
La maison Creusot est un édifice situé dans la ville de Dijon, dans la Côte-d'Or en région Bourgogne-Franche-Comté.

## Histoire
La maison a été construite en 1866 par l'architecte Creusot, elle est la maison du sculpteur Frédéric Creuzot (1832-1896). La façade de son atelier est aménagée en 1865 et sa résidence décorée en 1871-1881. Les façades ont les inscriptions 1866 et 1886 inscrites.
La partie gauche de la façade et la toiture correspondante sont inscrites au titre des monuments historiques par arrêté du 29 octobre 1975.

## Description

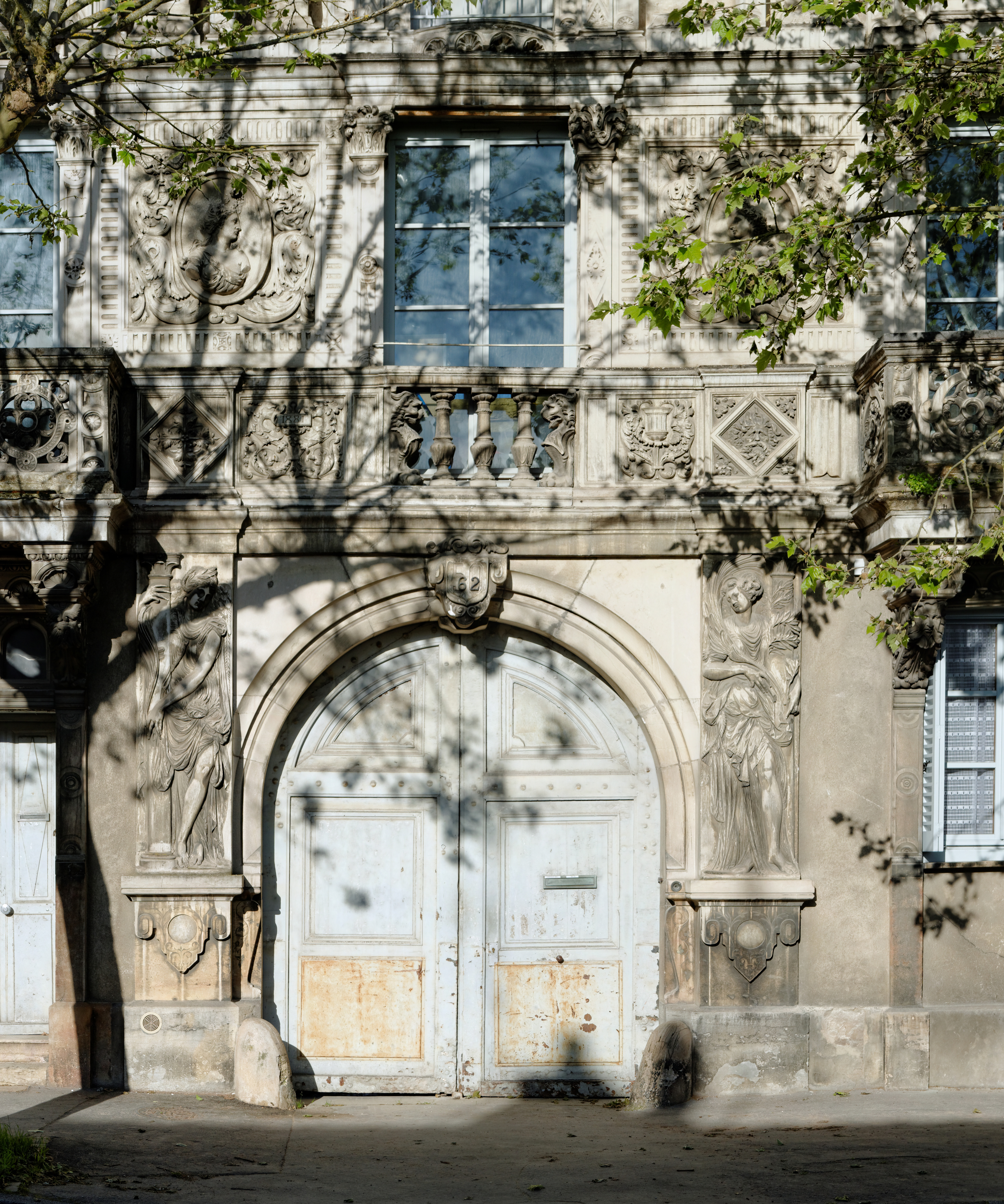
Détail de la maison 62 rue de Longvic, comportant de nombreuses sculptures inspirées par le style Renaissance.

La globalité est deux bâtiments de plan rectangulaire. Le bâtiment principal est à 3 niveaux avec un toit terrasse et une balustrade. Des sculptures d'inspiration Renaissance couvrent entièrement la façade, tandis qu'une série d'ateliers se situent en fond de parcelle.